# August Hermann Niemeyer

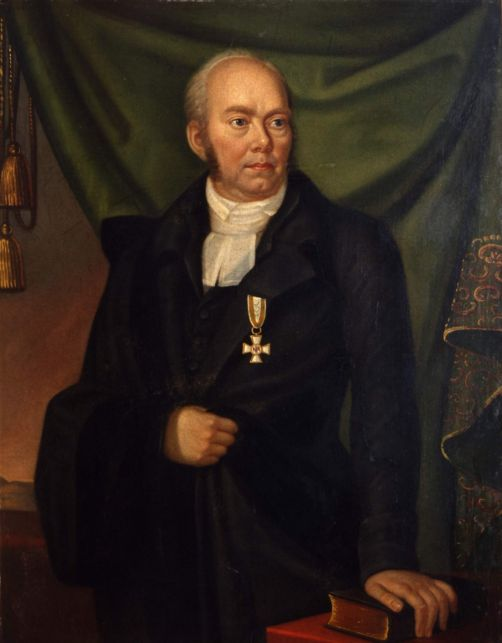
August Hermann Niemeyer, år 1817 då han erhöll Roten Adlerorden III Klass

August Hermann Niemeyer, född 1 september 1754 i Halle (Saale), död 7 juli 1828 i Magdeburg, var en tysk teolog, pedagog, librettist, poet, psalmförfattare och preussisk utbildningspolitiker. Niemeyer var far till Hermann Agathon Niemeyer, farfar till Felix von Niemeyer och till Paul Niemeyer.
Niemeyer blev extraordinarie teologi i Halle 1779, ordinarie 1784. Han var meddirektör för de Franckeska stiftelserna där från 1785 och från 1799 var ensam ledare för. Niemeyers teologi kan betecknas som en moderat neologi. Hans pedagogiska gärning, vilken anses vara hans egentliga livsverk, visar stark påverkan från Johann Gottfried Herders humanitetsideal och germanska anda.
Bland hans många pedagogiska arbeten märks främst Grundsätzer der Erziehung (1796, en mängd senare upplagor), det första systematiska arbetet på tyska inom pedagogiken.

## Verk

### Teoretiska skrifter
- Niemeyer, August Hermann; Grenander Elias Christopher (1805). Utkast till akademiska föreläsningar i uppfostrings- och undervisningsläran. Stockholm. Libris 1980938
- Niemeyer, August Hermann; Mellström Anders (1812). Handbok för christliga religions-lärare. Af d. Aug. H. Niemeyer. Öfversättning från 4:de förbättrade upplagan. =1-3. 1810-12=. [Del 3], Tredje delen. Nyköping, tryckt hos P. Winge, 1812.. Strängnäs. Libris 2420199
- Niemeyer, August Hermann (1795) (på tyska). Charakteristik der Bibel von D. August Hermann Niemeyer. Fünfter Theil. Zweyte vermehrte Auflage. Auflage.. Halle, bey Johann Jacob Gebauer, 1795.. Libris 11311812

### Libretto
- Lazarus. Religiöst drama (kantat, oratorium) i 3 akter. 
  - Tonsatt 1778 av Johann Heinrich Rolle.
  - Tonsatt 1820 av Franz Schubert (Fragment, kompletterat av Edison Denisov)
    - Inspelning 1996: Schubert, Franz; Denisov Edison, Rilling Helmut (1996) (på tyska). Lazarus oratorio. Leeuwarden: Brilliant classics. Libris 10794824

### Lyrik
- Religiöse Gedichte (Magdeburg och Berlin. 1814)

### Psalmer
- Den evangelisk-lutherska Gesangbuch zum gottesdienstlichen Gebrauche für die Stadt und das Herzogtum Magdeburg från 1805 innehåller 15 av Niemeyers psalmer.